# Fort Salonga (New York)
Fort Salonga est une census-designated place du comté de Suffolk, dans l'État de New York, aux États-Unis,. En 2020, elle compte une population de 9 652 habitants.